# Pat Harrigan
Patrick Luke Harrigan, detto Pat (Contea di San Diego, 21 giugno 1987), è un politico statunitense, membro della Camera dei Rappresentanti per lo stato della Carolina del Nord dal 2025.

## Biografia
Nato in California, Harrigan frequentò la United States Military Academy, dove si laureò in ingegneria nucleare. Completò la formazione per entrare nel corpo degli United States Army Rangers. Nel suo primo incarico, venne inviato a Fort Wainwright come comandante di un plotone di fanteria.
Si arruolò poi volontario nelle forze speciali e prestò servizio in Afghanistan per diciotto mesi, guidando un'unità militare.
Insieme a sua moglie Raquel "Rocky" Krivda, sposata nel 2010, Harrigan avviò una piccola attività di produzione e vendita di armi da fuoco. Nel corso del tempo, l'attività si sviluppò fino ad arrivare alla produzione di circa mille pistole alla settimana.
Nel 2022 si candidò alla Camera dei Rappresentanti come membro del Partito Repubblicano. Durante la campagna elettorale, denunciò il ritrovamento di un proiettile all'interno della casa dei suoi genitori. Vinse le primarie repubblicane con il 75,6% dei voti, ma nelle elezioni generali venne sconfitto dal candidato democratico Jeff Jackson con un margine di oltre quindici punti percentuali.
Nel 2023, in seguito ad una ridefinizione dei distretti congressuali, Pat Harrigan si candidò nuovamente alla Camera, per il seggio lasciato dal compagno di partito Patrick McHenry. Si aggiudicò le primarie con il 41,2% dei voti e successivamente vinse anche le elezioni generali, raccogliendo il 57,5% delle preferenze.
Tra le priorità indicate in campagna elettorale, citò la chiusura delle frontiere e si espresse favorevolmente rispetto alla proposta del muro di Trump. La posizione segnò un netto cambio di rotta rispetto a due anni prima, quando aveva paragonato le espulsioni degli immigrati irregolari alle deportazioni naziste.